# لئونارد نلسون
لئونارد نلسون (Leonard Nelson) (11 ژوئیه ۱۸۸۲ الی ۲۹ اکتبر ۱۹۲۷)، که لئونهارد (Leonhard) نیز نوشته می‌شود یک ریاضی‌دان، فیلسوف منتقد و سوسیالیست بود. او پیرو مکتب نئوفریزین (که به نام «جیکوب فردریش فریس»، فیلسوفِ پسا-کانت نامگذاری شده‌است) نوکانتیزم و دوست دیوید هیلبرت ریاضی‌دان بود. او در سال ۱۹۰۸ پارادوکس گرلینگ-نلسون و دیدگاه مرتبط با آن یعنی «کلمات اتولوژیکی» را همراه با «کورت گرلینگ» ابداع کرد.
نئوفریزین روی بخش‌های فلسفه و ریاضیات نیز تأثیر گذاشت، چون ارتباط و تعامل نزدیک نلسون با دانشمندان و ریاضی‌دانان، دیدگاه‌ها و تفکراتشان را تحت تأثیر قرار داد. با وجود اینکه نلسون پیشتر از بسیاری دوستانش درگذشت، اما سازمان بین‌المللی شبه نظامیان سوسیالیست (ISK) پس از مرگ او حتی بعد از ممنوعیت رژیم نازی در سال ۱۹۳۳ به فعالیت‌های خود ادامه داد. حتی ادعا می‌شود که آلبرت اینشتین نیز از این سازمان حمایت کرد. همچنین اعتبار ترویج روش سقراطی را به او نسبت می‌دهند که در کتابش تحت عنوان «روش سقراطی» آن را مطرح کرد.

## زندگی

### اوایل زندگی و تحصیل
نلسون در سال‌های اولیه زندگی‌اش در جیمنیزیوم فرانسوی برلین به تحصیل پرداخت؛ مکانی که ریاضیات و علوم در آن از رشد و توسعه خوبی برخوردار نبود؛ بنابراین، دروس ریاضی را به‌صورت خصوصی نزد گرهارد هسنبرگ ریاضی‌دان (۱۸۷۴–۱۹۲۵) فراگرفت، خواندن آثار فیلسوفانی چون: ایمانوئل کانت، «جیکوب فردریش فریس» و «ارنست فردریش اپلتس» را آغاز کرد که علاقه‌مندی او نسبت به فلسفه از همین‌جا جوانه زد.
نلسون پیش از آن‌که در سال‌های ۱۹۰۱ الی ۱۹۰۳ به دانشگاه هومبولت برلین برود، در سال ۱۹۰۱ برای مدت کوتاهی در دانشگاه هایدلبرگ ریاضیات و فلسفه را فرا گرفت. او از سال‌های ۱۹۰۳ الی ۱۹۰۴ با ریاضی‌دانان و فیلسوفانی همچون «جولیوس باومن» مشاور دکترایش، دیوید هیلبرت، فلیکس کلاین، کارل رونگه و رقیب بعدی‌اش ادموند هوسرل در دانشگاه گوتنگن کار کرد.

### فلسفه انتقادی
نلسون فیلسوفی بود، که با فلسفه نقدی منسوب به کانت، بیشتر توجه داشت. او سعی می‌کرد درباره علم و متافیزیک «نقدی» بیابد؛ آنچه که مشابه تجربه‌گرایی است، چون اشیاء تنها براساس ادراکات و محدودیت‌های عقل انسان می‌توانند درست باشند. کتاب کانت تحت عنوان: «نقد عقل محض» در سال ۱۷۸۱ باعث شد تا نلسون در مسیر فلسفه انتقادی حرکت کند. او بعداً کارها و آثار فریس، فیلسوفِ پسا-کانتی، را که او خود نیز از آثار کانت الهام گرفته بود، پیروی کرد.
هرچند رساله او در سال ۱۹۰۴ با عنوان «جیکوب فریس و جوان‌ترین منتقدان‌اش» موفقیت‌آمیز بود، اما در سال‌های نخست آکادمیک خود با مشکلاتی مواجه شد. «روش انتقادی و رابطه روان‌شناسی با فلسفه» یکی از این رساله‌های ناموفق او به‌شمار می‌رود. نلسون از طریق انتشار سلسله‌های جدید Abhandlungen der Fries'schen Schule (1904) هم‌راه با «گرهارد هسنبرگ» و «کارل کایسر» ریاضی‌دان، سعی کرد از فلسفه و دیدگاه‌های فریس دفاع کند. همین بود که نلسون و دوستان نامبرده وی «جامعه جیکوب-فردریش–فریس» را تأسیس کردند تا فلسفه انتقادی را ترویج دهند.
نلسون در سال ۱۹۲۲ «آکادمی فلسفی-سیاسی»‏ (PPA) را به عنوان «آکادمی افلاطونی» و یک نهاد غیرانتفاعی ایجاد نمود که بی‌درنگ پس از ممنوع اعلام شدن‌اش از سوی رژیم نازی متوقف شد، ولی در سال ۱۹۴۹ مجدداً فعال گردید. این نهاد هنوز هم پابرجاست که به محلِ مباحث سیاسی میان فلسوفان و سیاست‌مداران تبدیل شده‌است. نهاد مزبور از سوی «جامعه رفقای آکادمی فلسفی- سیاسی»‏ (GFA) تأمین مالی می‌شد. آنها کارشان را در یک مرکز آموزشی به نام " Landerziehungsheim Walkemühle" آغاز کردند که با حمایت و همکاری نلسون، معلم ترقی‌خواه «لودویگ ووندر»‏ (۱۹۲۲–۱۸۷۸) ایجاد شده بود. هرچند ووندر پس از مدت کوتاهی در سال ۱۹۲۴ آنرا ترک کرد، اما مینا اسپکت، معلم و همکار سابق نلسون، با کمک مری ساران، روزنامه‌نگار و نویسنده، این وظیفه را برعهده گرفت.

### حرفه
نلسون برای شکل‌دهی ایده‌ها و افکار جدید، مکتب نیوفریزین را در سال ۱۹۰۳ با همکاری برخی اعضای سرشناس بنا نهاد. برخی از این اعضاء به قرار ذیل اند:
- فیلسوف رودلف اتو (۱۸۶۹–۱۹۳۷)
- گرهارد هسنبرگ ریاضی‌دان (۱۸۷۴–۱۹۲۵)
- اتو فریتز میرهوف، بیوشیمی‌دان (۱۸۸۴–۱۹۵۱)

افراد معروفِ دیگری همچون؛ «کورت گرلینگ» و ریچارد کورانت ریاضی‌دان (شاگرد هیلبرت) نیز پس از تأسیسش به آن‌ها پیوست. فهرست بزرگ‌تری اعضای سازمان بین‌المللی شبه نظامیان سوسیالیست (ISK) و موارد مشابهی را می‌توان در فهرست آلمانی‌هایی که علیه رژیم نازی مقاومت کردند مشاهده کرد. نلسون در سال ۱۹۰۹ در دانشگاه گوتینگن به تحصیل پرداخت و در آنجا به درجه علمی "Privatdozent " (استاد خاص) دست‌یافت، تا هنگام فرا رسیدن مرگش در ۲۹ اکتبر ۱۹۲۷ به عنوان استاد در این مکان مشغول بود.

### سازمان بین‌المللی شبه نظامیان سوسیالیست (ISK)
«فدراسیون بین‌المللی جوانان»‏ (IJB) در سال ۱۹۱۷ توسط «نلسون و مینا اسپکت» تأسیس شد. در سال ۱۹۱۸، نلسون قبل از اخذ عضویت حزب سوسیال دموکرات (SPD) که در نهایت از آن کناره‌گیری کرد، به عضویت حزب سوسیال دموکرات مستقل آلمان (USPD) درآمد. نتیجتاً، در سال ۱۹۲۵ نلسون در تبانی با مینا اسپکت سازمان بین‌المللی شبه نظامیان سوسیالیست را ایجاد کرد که سرانجام این سازمان را با فدراسیون بین‌المللی جوانان ادغام کرد.
بعد از مرگ نلسون، ویلی آیشلر که یک روزنامه‌نگار سوسیالیست بود، جانشین او به عنوان رئیس ISK شد. آیشلر و اسپکت در سال ۱۹۳۲ «فراخوان فوری اتحاد» را در “Der Funke” یا روزنامه رسمی ISK منتشر کردند. در این فراخوان از حزب سوسیال دموکرات (SPD) و حزب کمونیست (KPD) خواسته شده بود، تا جبهه متحد جناح-چپ را شکل دهند که بتوانند علیه رژیم نازی مبارزه کنند. پس از شکست نازی‌ها در سال ۱۹۴۵، این دو سازمان؛ ISK و SPD طی توافق‌نامهٔ در ۱۰ دسامبر ۱۹۴۵ میان رئیس ISK (ویلی آیشلر) و رئیس SPD (کورت شوماخر)، باهم ادغام شدند. بااین‌حال، ISK مقاومت خود علیه نازی‌ها را ادامه داد و شعبه الحاقیه بریتانیایی ISK (که از ۱۹۲۰ الی ۱۹۵۰ فعالیت می‌کرد) در بریتانیا تحت نام «گروه پیش‌کیسوت سوسیالیست» ایجاد شد.
در میان شاگردان و همراهان سیاسی او در ISK افراد ذیل نیز بودند:
- ویلی آیشلر، سیاست‌مدار حزب سوسیال دموکرات (۱۸۹۶–۱۹۷۱)
- آلفرد کوبل، نخست‌وزیر (۱۹۰۹–۱۹۹۹)
- فریتس ابرهارد، روزنامه‌نگار (۱۸۹۶–۱۹۸۲) که بعداً «نماینده شورای پارلمانی آلمان»[ع] شد.

## زندگی شخصی

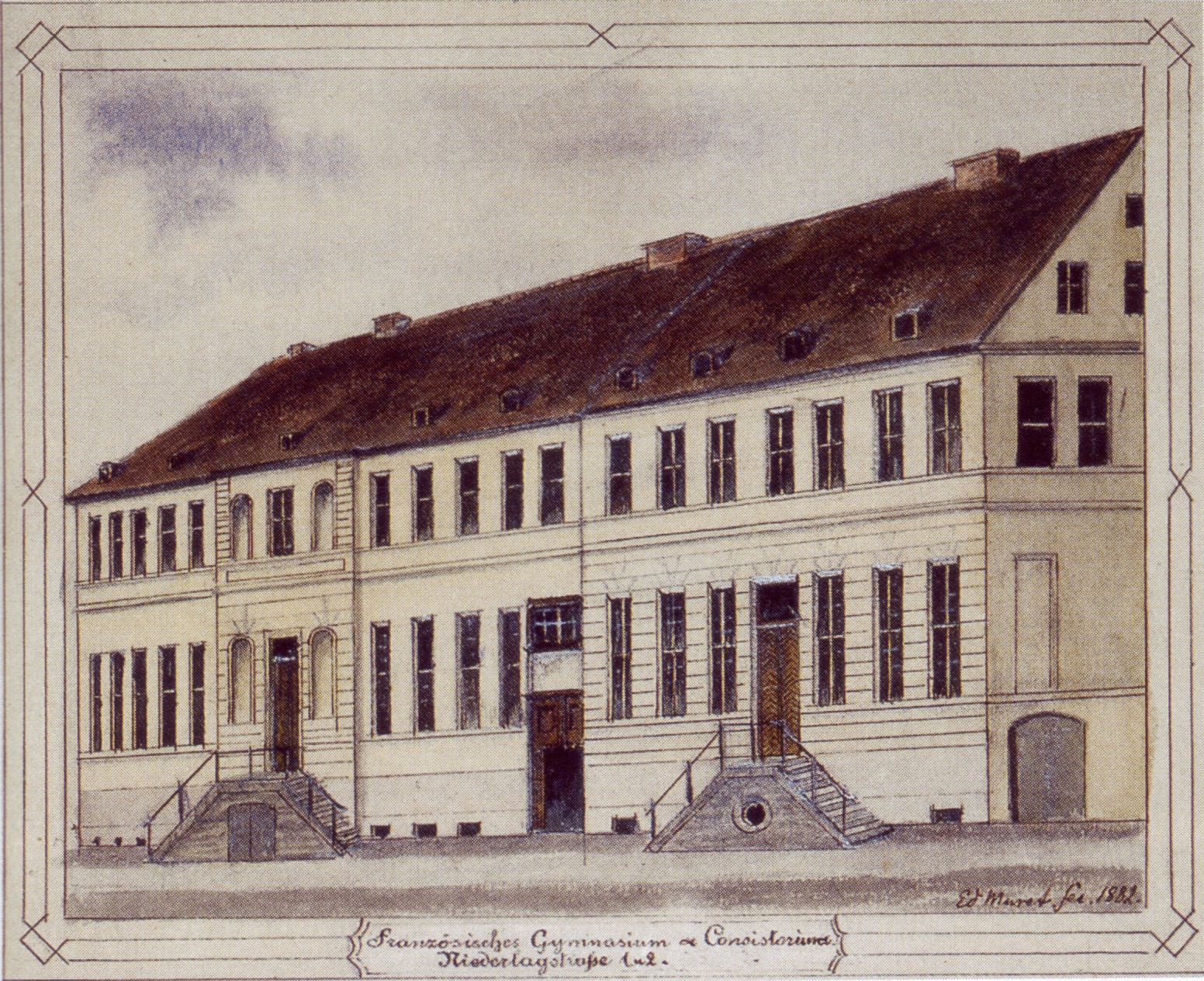
نقاشی از منزل لئونارد نلسون

لئونارد نلسون فرزند هاینریش نلسون وکیل (۱۸۵۴–۱۹۲۹) و الیزابت لژون دیریکله هنرمند (۱۸۶۰–۱۹۲۰)، نوه دختری پیتر گوستاف لوژون دیرکله ریاضی‌دان و از نوادگان موسی مندلسون فیلسوف یهودی بود. نلسون در سال ۱۹۰۷ با الیزابت شیمن (۱۸۸۴–۱۹۵۴) ازدواج کرد ولی در سال ۱۹۱۲ پس از غسل تعمید پسرشان، گرهارد دیوید ویلهلم نلسون (۱۹۰۹–۱۹۴۴) در کلیسای لوتری او را طلاق داد. همسر او به دلیل ازدواج با «پاول هنسل» در سال ۱۹۱۷ معروف است. نوه دختری او، ماریا نلسون و دختر ماریا، راشل اوربان در سال ۱۹۹۷ از قبر او در تابستان دیدن کردند.
هرچند نلسون را در ۱۳ ژوئن ۱۸۸۷ در سن پنج سالگی به عنوان یک پروتستان غسل تعمید دادند، اما امتناع او از غسل تعمید پسرش و طلاق همسرش، تغییر بزرگی طبق نسب یهودی‌اش در زندگی او محسوب می‌شد. او حتی از کلیسای انجیلی نیز در ۱۹۱۹ استعفا داد.

## مرگ
نلسون به مشکل بی‌خوابی دچار بود، در سنین جوانی بر اثر ذات‌الریه وفات کرد و در قبرستان ملسونگن در کنار پدرش، هاینرش، به خاک سپرده شد. تأثیرگذاری افکار و اندیشه‌های نلسون روی سوسیالیزم و کمونیزم در آلمان نازی ادامه یافت؛ چنان‌که اعضای ISK در جناح چپ در راستای مقاومت علیه نازیسم فعال شدند.